# Ben Eastman
Benjamin (Ben) Bangs Eastman (Burlingame (Californië), 19 juli 1911 – Colorado, 6 oktober 2002), bijgenaamd Blazin' Ben, was een Amerikaanse atleet, die was gespecialiseerd in de middellange afstand en de sprint. Hij is een van de drie Amerikanen die ooit zowel het wereldrecord op de 400 m als de 800 m in handen hadden.

## Biografie
Zijn eerste wedstrijd liep Eastman in 1931, waarbij hij op de IC4A-kampioenschappen gelijk een gouden medaille won op de 880 yd. Hij vertegenwoordigde Amerika op de Olympische Spelen van 1932 in Los Angeles. Op de 400 m won hij een zilveren medaille in 46,50 s. De wedstrijd werd gewonnen door zijn landgenoot Bill Carr in 46,28. In 1934 werd hij Amerikaans kampioen op de 800 m en ging dat jaar met pensioen.
In 1936 probeerde hij nog een comeback te maken, om zo mee te kunnen doen aan de Olympische Spelen van Berlijn. Nadat hij vijfde was geworden op de Amerikaanse olympische selectiewedstrijden, zette hij definitief een punt achter zijn sportcarrière.
Eastman werkte eerste in loondienst bij een dieselmotorenreparateur. Later werd hij zelfstandige. Na de beëindiging van zijn actieve loopbaan trok hij met zijn familie naar Colorado. Daar werd hij boer en verbouwde appels. Hij was twaalf jaar lid van de Commissie van Landbouw. Hij stierf op 6 oktober 2002 op 91-jarige leeftijd aan een longontsteking en liet drie zonen, zeven kleinkinderen en vier achterkleinkinderen achter. Hij werd in 2006 opgenomen in de Track & Field Hall of Fame.

## Titels
- Amerikaans kampioen 800 m - 1934
- IC4A-kampioen 880 yd - 1931, 1932

## Wereldrecords
Tijdens zijn sportcarrière verbeterde hij meerdere wereldrecords wat hem de bijnaam Blazin' Ben opleverde.
| Afstand   | Tijd   | Datum           | Plaats    |
| --------- | ------ | --------------- | --------- |
| 400 m     | 46,4   | 6 maart 1932    | Palo Alto |
| 440 yd    | 46,4 s | 4 juni 1932     |           |
| 500 m     | 1.02,0 | 6 augustus 1934 | Oslo      |
| 600 yd    | 1.09,2 | 1933            |           |
| 880 yd    | 1.49,8 | 16 juni 1934    | Princeton |
| 880 yd    | 1.50,9 | 4 juni 1932     |           |
| 880 yd    | 1.51,3 | lente 1932      |           |
| 4 x 400 m | 3.12,6 | 8 mei 1931      | Fresno    |

## Palmares

### 400 m
- 1932:  OS - 46,50 s